# Genealogisches Zeichen

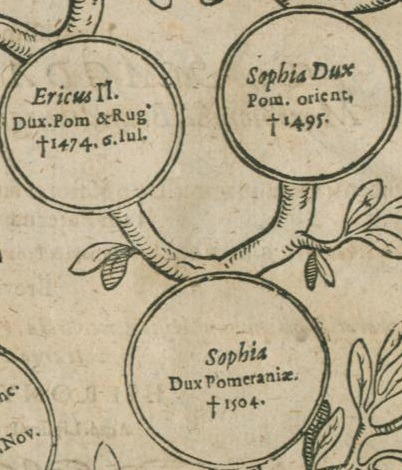
Bezeichnung von Sterbedaten durch vorangestellte Kreuze in Megisers lateinischem Druck von 1607

Ein genealogisches Zeichen bzw. genealogisches Symbol ist ein Bild bzw. Symbol, das in Buchstaben oder als Zeichnung für eine Person oder ein häufiges oder fast bei jeder Person vorkommendes Ereignis steht. Genealogische Zeichen und Abkürzungen werden in der Genealogie verwendet, um Zusammenhänge platzsparend darstellen zu können.

## Aktuelle Verwendungen und Regelungen

### Genealogische Symbole und Abkürzungen
Folgende Tabelle erläutert die familiengeschichtlichen Zeichen, die laut Duden in entsprechenden Texten zur Raumersparnis verwendet werden können. Bei Computerprogrammen werden je nach Webbrowser und System einige Symbole vielleicht nicht richtig dargestellt.
| Symbol und Codepoint | Alternativen                                                    | Bedeutung                                                | Englisch                              | Beschreibung |
| -------------------- | --------------------------------------------------------------- | -------------------------------------------------------- | ------------------------------------- | --- |
| * (U+002A)           | ∗ (U+2217), ✶ (U+2736), ＊ (U+FF0A), ⁎ (U+204E)                 | geboren (geb.)                                           | b (born)                              | Sternchen (Schriftzeichen) / Asterisk |
| 〰 (U+3030)          | ~ (U+007E), ≈ (U+2248), ﹏ (U+FE4F)                             | getauft (get.)                                           | bp, bapt (baptized)                   | Welliger Strich, Tilde, vgl. fast gleich, Welliger Strich unten                                                                           |
| † (U+2020)           | ✝ (U+271D), + (U+002B), ✠ (U+2720), ✝us                         | gestorben (gest.), mortuus (lateinisch für „verstorben“) | d (died)                              | Lateinisches Kreuz (Unicode), Kreuz (Satzzeichen), ähnlich dem Pluszeichen                                                                |
| ▭ (U+25AD)           | ⚰︎ (U+26B0 U+FE0E), ⚰ (U+26B0), [] (U+005B + U+005D), ▯ (U+25AF) | begraben (begr.)                                         | t, bur (buried)                       | (liegender) Sarg, ersatzweise zwei eckige Klammern oder stehendes Rechteck                                                                |
| ⚱ (U+26B1)           |                                                                 | eingeäschert                                             | cremated                              | Bestattungsurne |
| ⚭ (U+26AD)           | oo (2 × U+006F), ∞ (U+221E), ✕ (U+2715)                         | verheiratet (verh.), Ehe                                 | m (married)                           | Zwei weiße, einander überlappende Kreise, zwei kleine „o“ ohne Leerzeichen, ähnlich dem Unendlichzeichen                                  |
| I ⚭ (I + U+26AD)     | I oo I + o (U+006F),                                            | 1. Ehe                                                   | 1st marriage                          | vorangestellte römische Ordnungszahl „I“                                                                                                  |
| II ⚭ (II + U+26AD),  | II oo II + o (U+006F),                                          | 2. Ehe                                                   | 2nd marriage                          | vorangestellte römische Ordnungszahl „II“                                                                                                 |
| ⚬ (U+26AC)           | o (U+006F), ° (U+00B0),                                         | verlobt (verl.)                                          | engaged                               | Kleiner weißer Kreis, einzelnes kleines „o“                                                                                               |
| ⚮ (U+26AE)           | o\|o, o/o, %, ⧞ (U+29DE)                                        | geschieden (gesch.)                                      | divorced                              | Zwei weiße Kreise mit Trennstrich, zwei „o“ mit einem Trennungsstrich dazwischen, ähnlich dem Prozent- bzw. dem „nicht unendlich“-Zeichen |
| ⚯ (U+26AF)           | o-o, ⧟ (U+29DF)                                                 | uneheliche/freie Verbindung (unehel.)                    | nm (illegitimate or common law union) | Zwei weiße Kreise mit Bindestrich, zwei „o“ mit einem Minuszeichen dazwischen, Multimengenzeichen mit zwei Enden                          |
| (*)                  | (⁎) ("(" + U+204E + „)“)                                        | außerehelich geboren                                     | born illegitimate                     | Sternchen in runden Klammern |
| †* (U+2020 + U+002A) | ✝*, +* (s. o.)                                                  | tot geboren                                              | stillborn                             | Kreuz oder Plus-Zeichen mit Sternchen |
| *† (U+002A + U+2020) | *✝, *+ (s. o.)                                                  | am Tag der Geburt gestorben                              | died on the day of birth              | Sternchen mit Kreuz oder mit Plus-Zeichen                                                                                                 |
| ⚔ (U+2694)           | X (U+0058)                                                      | gefallen (gef.)                                          | killed in action at war               | Gekreuzte Schwerter, ein großes „X“ |

Gelegentlich wurden weitere Zeichen benutzt, deren Gebrauch sich nicht allgemein verbreitete:
| Symbol             | Alternativen | Bedeutung                 | Beschreibung                         |
| ------------------ | ------------ | ------------------------- | ------------------------------------ |
| ᛉ U+16C9           |              | geboren                   | Elhaz, „Lebensrune“                  |
| ᛣ U+16E3           |              | gestorben                 | „Todesrune“                          |
| ⚵                  | (✶ auf +)    | getauft                   |                                      |
|                    | († auf △)    | begraben                  | Kreuz auf Grabhügel                  |
| ✝⚔ U+271D + U+2694 | †⚔ +X        | tödlich verwundet         | Kreuz und Schwerter                  |
| ✝✝ U+271D + U+271D | †† ++ ‡      | diese Linie ausgestorben  | zwei benachbarte Kreuze              |
| !!                 |              | Pfarrer                   | zwei Ausrufezeichen                  |
| /Name              |              | Kind von „Name“           | Name des Elternteils nach Querstrich |
| (✝) U+271D         | (†) (+)      | vermisst                  | Kreuz in runden Klammern             |
| (⚔) U+2694 (9876)  | (X)          | Im Kriegseinsatz vermisst | Schwerter in runden Klammern         |
| ✡ U+2721           |              | jüdisch gestorben         | Davidstern                           |
| ☪ U+262A (9770)    |              | muslimisch gestorben      | Mondsichel mit Stern (Mondstern)     |
| ☸ U+2638 (9784)    |              | buddhistisch gestorben    | Dharmarad                            |
|                    |              | Bahai                     | Neunzackiger Stern                   |
| ☬ U+262C (9772)    |              | Sikh                      | Khanda                               |

### Deutschland
Die Norm DIN 5008 des Deutschen Instituts für Normung in ihrer derzeit (März 2020) gültigen Form beschreibt für die Gestaltung von Textwerken als „exemplarische“ Zeichen für das Wort geboren das Sternchen * und für das Wort gestorben das Langkreuz  † oder das Lateinische Kreuz ✝. Die Norm schließt mit dieser Formulierung die Verwendung anderer Zeichen nicht aus (sie legt nur fest, dass „genealogische Zeichen […] mit je einem Leerzeichen davor und danach geschrieben“ werden).

### Österreich
Die in Österreich zu Deutschland analoge Regelung ist in der ÖNORM A 1080 in der aktuellen Fassung aus dem Jahr 2007 enthalten. In Punkt „3.3.7 Zeichen für ‚geboren‘, ‚gestorben‘“ ist formuliert:

„Als Zeichen für ‚geboren‘ wird der Stern, für ‚gestorben‘ das Sonderzeichen ‚†‘ verwendet. Ist dieses nicht verfügbar, kann das Plus-Zeichen ‚+‘ gesetzt werden. Vor und nach diesen Zeichen ist je ein Leerzeichen zu setzen.“

Als Beispiele werden dazu angeführt:

„Die Einheit der Frequenz ist nach dem Physiker Heinrich Hertz (* 1857; † 1894) benannt.

Dr. Sigmund Freud (* 1856, + 1939) ist der Begründer der Psychoanalyse.“

## Historische Entwicklung

### Deutschsprachiger Raum
Der Historiker Hieronymus Megiser (um 1553–1618) verwendete vorangestellte Kreuze in seinem 1607 in lateinischer Sprache erschienenen Stammbaum des sächsischen Kurfürsten Johann Georg, um Sterbedaten zu kennzeichnen. Der Biograf Melchior Adam (um 1575–1622) verwendete in seinen lateinischen Biografien dafür ein Theta nigrum. Johann Christoph Gatterers Werk Abriß der Genealogie aus dem Jahr 1788 gilt als erste wissenschaftliche Abhandlung über die genealogische Forschung im deutschen Sprachraum. Er verwendet darin bei Sterbedaten teilweise ein vorangestelltes Kreuz, weitere genealogische Zeichen benutzt er nicht.
Am häufigsten werden in der Genealogie die Symbole für die sexuellen Geschlechter verwendet. In der Allgemeinen Encyclopädie der Wissenschaften und Künste von 1853, unter dem Stichwort Genealogie, hat Bernhard Röse vermutlich als erster in einer bildlichen Darstellung von Abstammungsverhältnissen für männliche Personen ein Quadrat und für weibliche einen Kreis gebraucht. Er hat dabei Elternpaare durch eine Linie verbunden, aus deren Mitte die Kinder nach unten abgeleitet werden. In der Humangenetik ist diese Darstellungsweise international übernommen worden, während in der Biologie weiterhin das Marssymbol für männliche und das Venussymbol für weibliche Lebewesen verwendet werden.
Im vom Berliner genealogischen Verein Herold seit 1889 herausgegebenen Genealogischen Handbuch bürgerlicher Familien stand das Kreuzsymbol vor dem Namen jeder zum Zeitpunkt des Erscheinens verstorbenen Person. Lebensdaten wurden anfänglich mit geb. und gest. angegeben. Ab dem vierten Band (Anfang 1896) wurde geboren durch ein Sternchen und gestorben durch ein Kreuzzeichen abgekürzt.

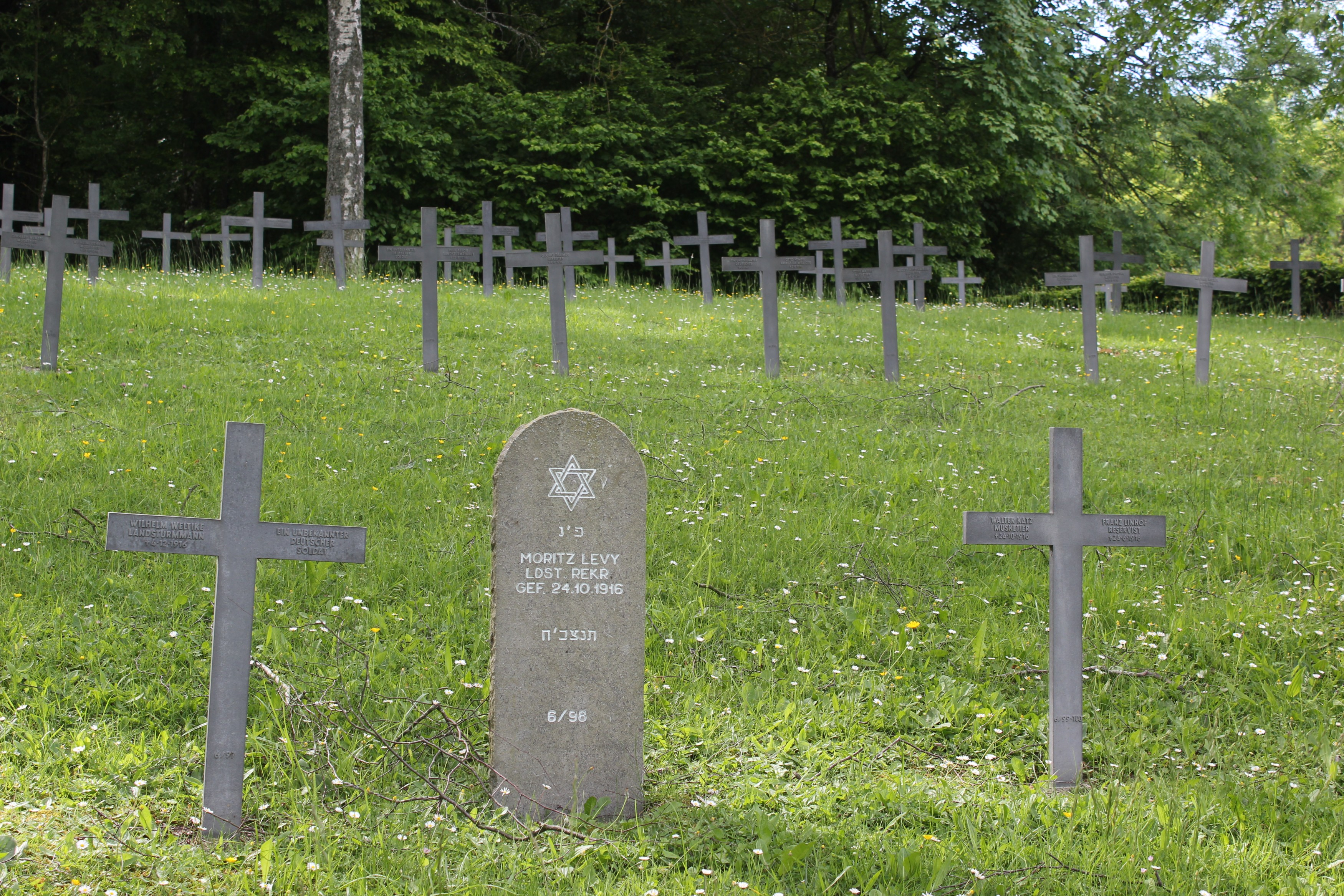
Grabzeichen für christliche und jüdische Gefallene des Ersten Weltkriegs

Im Jahr 1910 gab Stephan Kekule von Stradonitz seine Schrift Über den Nutzen einer internationalen Hilfssprache für die genealogische Forschung heraus. Er schlug darin eine Vereinheitlichung gemäß der vom Verein Herold verwendeten genealogischen Zeichen vor und entwickelte überdies den Vorschlag einer international verwendbaren Symbolschrift, mit der genealogische Zusammenhänge in eindeutiger, kurzer, im Drucksatz raum- und kostensparender, einprägsamer und international verständlicher Weise dargestellt werden sollten. Allgemeine Enzyklopädien übernahmen die von Kekule vorgeschlagenen Zeichen Stern * und Kreuz † für die Einleitungen der Personenartikel, so die ab 1924 erschienene 7. Auflage von Meyers Konversations-Lexikon sowie im Verlag F. A. Brockhaus der ab 1925 erschienene einbändige Kleinen Brockhaus und die 1928–1935 erschienene zwanzigbändige 15. Auflage des Großen Brockhaus.
Das Deutsche Heer hat jüdische Heeresangehörige, die während des Ersten Weltkriegs gefallen sind, unter einem Davidstern begraben lassen, christliche hingegen unter einem Kreuz. In der Zeit des Nationalsozialismus fand teilweise die Elhaz-Rune Verwendung, unter anderem auf Gräbern von SS-Angehörigen. Sie wurde in ihrer ursprünglichen Gestalt als Symbol für den Anfang des Lebens, als sogenannte „Lebensrune“ ᛉ und in umgedrehter Form als das Ende des Lebens, als sogenannte „Todesrune“ ᛣ gedeutet. Verwendung fand dieses Symbol bis zum Schluss. Als im Mai 1945 im Sonderbereich Mürwik, dem Aufenthaltsort der letzten Reichsregierung, die höheren Offiziere Wolfgang Lüth und Hans-Georg von Friedeburg verstarben, wurden sie auf dem Friedhof Adelby nebeneinander beigesetzt. Sie erhielten einen identischen Grabstein, in der Gestalt des Tatzenkreuzes, wie es die Wehrmacht führte, sowie eine Inschrift mit der besagten Rune.

### Internationale Entwicklung
International etablierte sich kein Standard. Im französischen Sprachraum werden häufig ° für geboren, x für verheiratet und + für verstorben verwendet. Im englischen Sprachraum sind Buchstaben wie b. für „born“ (geboren), m. für „married“ (verheiratet) und d. für „died“ (gestorben) oder „deceased“ (verstorben) als Abkürzungen üblich.
Die Zahlen der verschiedenen Abkürzungen und Symbole, die das gleiche personengeschichtliche Ereignis bezeichnen, gehen jeweils in die Hunderte. Bereits vor 1910 – der Massenverbreitung der Schreibmaschine – wurden genealogische Symbole verwendet, um Zeit und Geld zu sparen. Bei handschriftlichen Aufzeichnungen sind sie leicht anzuwenden. Sie standen und stehen jedoch nur spezialisierten Druckereien zur Verfügung, sodass man andernorts kurzerhand neue Typen einsetzte. Schreibmaschinen mussten besonders eingerichtet sein oder umgerüstet werden. Als sich in den 1920er Jahren das maschinelle Schreiben von Ahnenlisten etabliert hatte, wurde eine zeitige Vereinheitlichung der Zeichen versäumt.
Zwar wurden 1958 auf dem IV. Internationalen Kongress für Genealogie und Heraldik in Brüssel entsprechende Regeln formuliert, aber nicht konsequent umgesetzt. Beschlossen war etwa, dass ein einziger Kleinbuchstabe ohne Punkt für jeweils ein Ereignis stehen sollte.
Auch der Einsatz von Computern und computergesteuerten Druckern brachte lange Zeit keine internationale Standardisierung der sich weiter vervielfältigenden genealogischen Symbole und Abkürzungen. Deshalb gebraucht jeder Genealoge neben den unentbehrlichen und allgemein bekannten noch andere, die im Einzelnen aufgelistet und erklärt werden sollten. Wie alle Abkürzungen, empfiehlt es sich, auch die genealogischen in überschaubaren Grenzen zu halten.
2003 wurde die Erweiterung des ISO-Standards um genealogische Zeichen vorbereitet. Im April 2005 wurden mit der Version 4.1.0 des internationalen Zeichenkodierungsstandards Unicode sieben weitere familiengeschichtliche Zeichen dem Standard hinzugefügt. Sie finden sich im Unicodeblock Verschiedene Symbole. Die Zeichen, die in der Genealogie für geboren, getauft und gestorben verwendet werden, waren von Anfang an Teil des Unicode-Standards. Damit ist nun erstmals die Form (nicht aber die Verwendung) der meistbenutzten genealogischen Symbole international definiert. Der Unicode-Standard ermöglicht so weltweit eine typografisch korrekte Darstellung und Verarbeitung, Übertragung und Archivierung einiger genealogischer Sonderzeichen, sofern entsprechende Schriften installiert sind. Auch Symbole für Geschlecht und Sexualität sind Teil des Unicode-Standards.
Falls nicht alle oben aufgeführten typografisch korrekten Zeichen in der jeweiligen Schriftart verfügbar sind (etwa auf einer Schreibmaschine), werden die entsprechenden Ersatzzeichen verwendet.

## Abkürzungen
In älteren Texten finden sich häufig deutsche oder lateinische Abkürzungen, deren Kenntnis zum Verständnis der Texte erforderlich ist.
| Bedeutung                 | Zeichen       | Erläuterung                                                     |
| ------------------------- | ------------- | --------------------------------------------------------------- |
| September                 | 7bris         | Septembris (lat. septem, „sieben“)                              |
| Oktober                   | 8bris         | Octobris (lat. octo, „acht“)                                    |
| November                  | 9bris         | Novembris (lat. novem, „neun“)                                  |
| Dezember                  | 10bris, Xbris | Decembris (lat. decem, „zehn“)                                  |
| desselben Monats          | ejusd         | lat. ejusdem, desselben                                         |
| letzten Monats und Jahres | l. M. u. J.   | z. B.: am 22ten l. M. u. J.                                     |
| Chris(t)                  | X             | griechischer Buchstabe Chi (z. B.: Xoph oder Xtoph = Christoph) |
| Wochentage                | ☉, ☾ usw.     | Planetenzeichen für Sonntag, Montag usw.                        |